# 摔跤

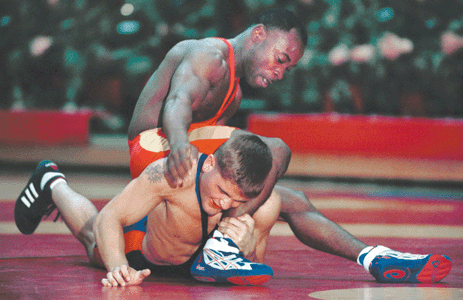
摔跤

摔跤是重竞技运动项目之一。是最古老的竞技项目，两人徒手相搏，按一定的规则，以各种技术、技巧和方法摔倒对手。
世界各国都有其民族特点的摔跤形式和方法。中国的摔跤、蒙古的摔跤、俄國的桑搏、日本的柔道和相扑，以及古典式角力、自由式角力等均属摔跤范畴。都有自己形式的摔法和比赛规则。希腊、中国、日本以及埃及等国家的古代文献中就有相关的文字记載。
历史：
早在公元前3000年前的古埃及壁画上就有出现摔跤的动作，其他国家也有类似的事情。
摔跤早在公元前708年的古代奥运会上就已经是比赛项目。
目前国际式摔跤的比赛形式有古典式和自由式两种，比赛时按体重分级进行：
男子自由式
57 kg
65 kg
74 kg
86 kg
97 kg
125 kg
男子古典
60 kg
67 kg
77 kg
87 kg
97 kg
130 kg
女子自由式
50 kg
53 kg
57 kg
62 kg
68 kg
76 kg
(女子暂时没有正式古典式比赛）
古典式摔跤在1896年首届現代奥运会就被列为比赛项目，自由式摔跤则是在1904年正式被列为奥运会比赛项目。摔跤初成為现代奧運項目時，沒有體重分級和限制。摔跤於1900年的第二屆奧運中取消，4年後摔跤重新加入奥运会，並加入自由式角力直到現在。2004年夏季奥林匹克运动会中新增女子項目。2013年2月12日，國際奧會執行委員會投票決定将角力移出必辦項目，摔跤須與7項運動競爭成为2020年夏季奧林匹克運動會的比賽項目。

## 場地
摔跤比赛场地为边长为12公尺的垫子，其厚度一般在6公分左右，垫中央直径9米的圆圈为比赛区。

## 國際競賽項目

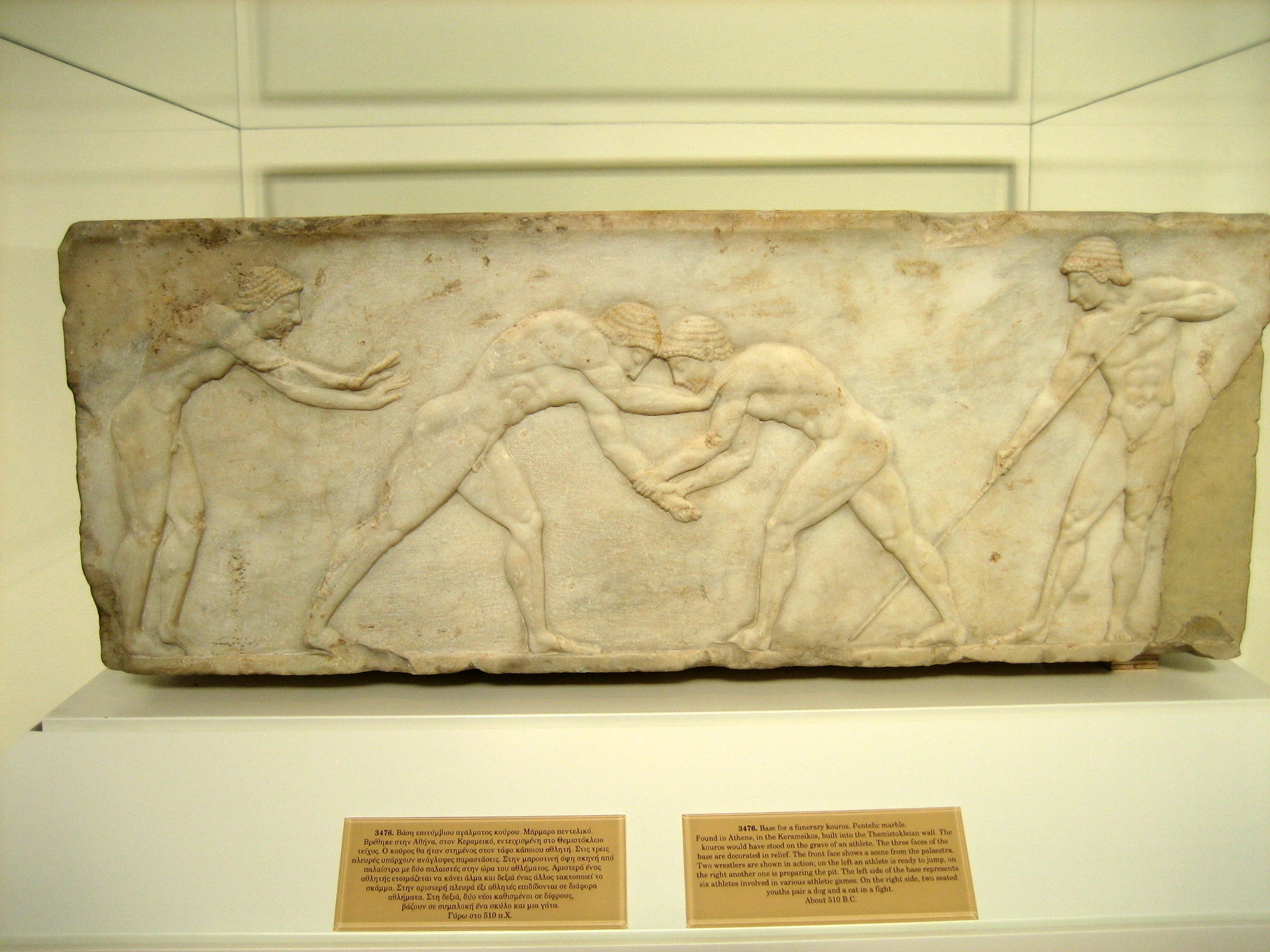
古希腊时期的摔跤运动

每回合比賽時間為三分鐘，一場共兩回合。選手要站在直徑9公尺的紅圈內，運用不同的技巧把對手摔倒，取得分數。如果分数超過對手10分（自由式）或8分（古典式），则直接获胜。如果时间用完，则以总分數高者獲勝，若分数相同則首先看谁有大分动作（一个2分動作勝过两个1分动作），其次看被警告数，最后看谁後得分。如果控制对手，使其雙肩著地一段時間，则可直接勝出。

### 希羅式
比赛时，运动员只能使用和攻擊腰部以上部位：头、颈、躯干和上肢，将对方摔倒取得分數或壓制。

### 自由式
自由式摔跤可以使用和攻擊全身部位，用抱头、抱颈、抱躯干、抱上下肢、缠腿、勾足、挑腿等动作将对方摔倒取得分數或壓制。
但無論是自由式或希羅式都不可使用關節、勒頸、拳擊、肘擊、戳、打、踹、踢等攻擊行為，若出現此種情形則第一次警告並對手獲得分數，情況嚴重者直接判失格。

## 職業摔角

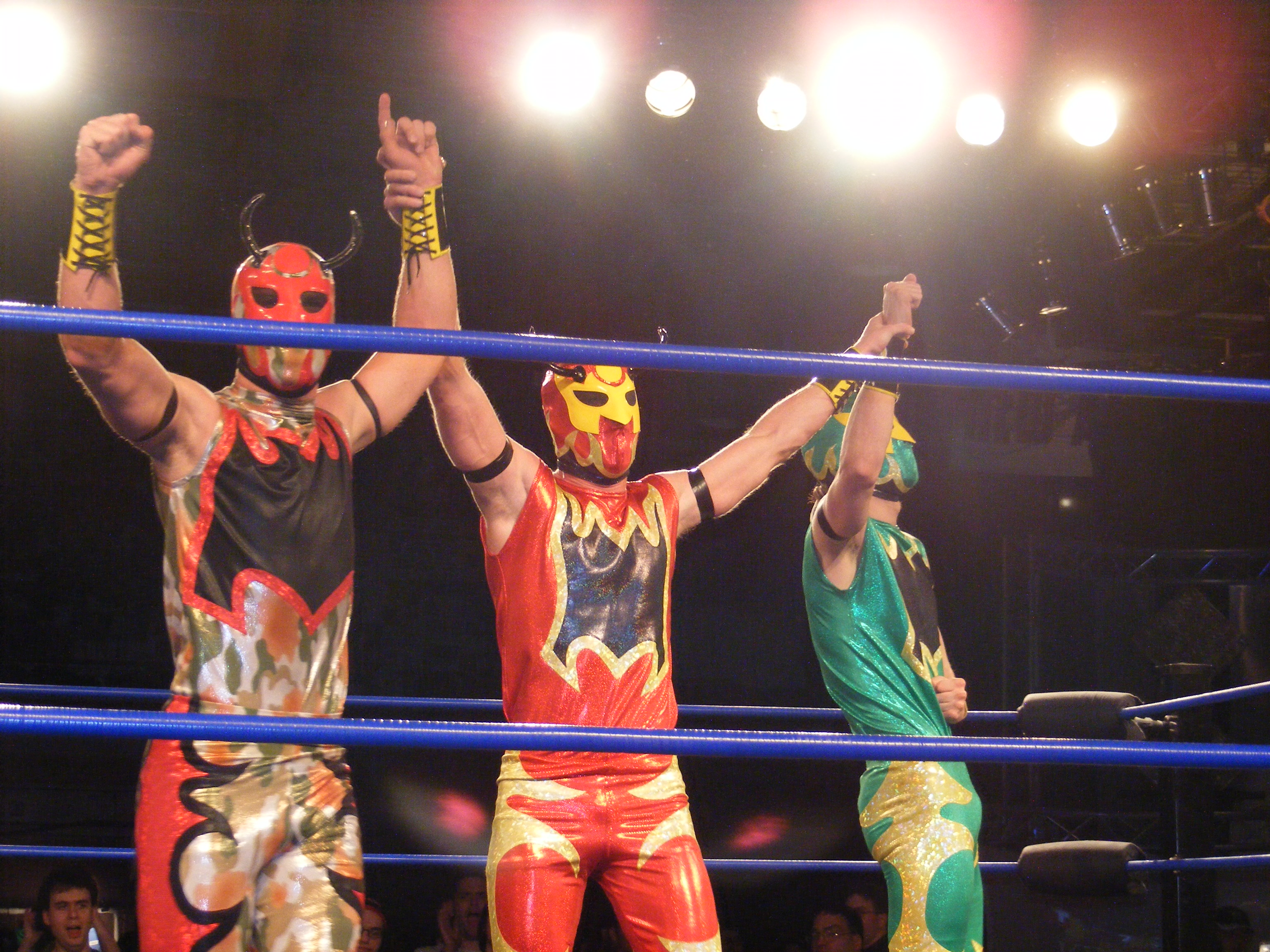
美式摔跤

現代職業摔角是一種在擂台上，以競技方式進行的表演藝術。職業摔角雖然表演娛樂為主，但是危險性很高，普通觀眾不可因好奇而模仿，而即使經過專業訓練的摔角選手，不也會發生事故意外甚至生命危險，這也令這項運動具有極高的觀賞刺激性。
也有一些人不承认它是摔跤的一种，因为没有足够真实度，不符合体育精神。！